# Thelechoris
Thelechoris es un género de arañas migalomorfas de la familia Dipluridae. Se encuentra en África subsahariana.

## Lista de especies
Según The World Spider Catalog 11.5:
- Thelechoris rutenbergi Karsch, 1881
- Thelechoris striatipes (Simon, 1889)